# Блокада Алмейды
Во время блокады Алмейды (14 апреля — 10 мая 1811 года) французский гарнизон под командованием Антуана Франсуа Брёнье-Монморана был окружён примерно 13 000 солдат союзников во главе с генералами Александром Кэмпбеллом и Уильямом Эрскином. После неудачной попытки французов снять осаду Брёнье и его войска ночью взорвали часть крепости и сбежали. К ярости командующего британской армией Артура Уэлсли, виконта Веллингтона, большей части французов удалось уйти из-за целеустремленности своего командира, нерешительности британцев и удивительной удачи. Осада происходила во время Пиренейской войны, части наполеоновских войн. Алмейда находится в Португалии, недалеко от испанской границы примерно в 300 км к северо-востоку от Лиссабона. Город был первоначально отбит французами у португальского гарнизона во время осады Алмейды в 1810 году.

## Предыстория
11 октября 1810 года во время вторжения в Португалию французская армия маршала Андре Массены столкнулась с тщательно выстроенными и хорошо защищенными линиями Торрес-Ведрас. Остановленный практически неприступной обороной, французский командующий стал дожидаться подкрепления. Не в состоянии обеспечить себя достаточным количеством продовольствия, французская армия таяла от голода и болезней. К 1 января 1811 года численность армии сократилась с 65 000 до 46 500 человек. 6 марта Массена неохотно начал отступление из Португалии. 3 апреля 1811 года британская армия герцога Веллингтона разбила II корпус французов под командованием дивизионного генерала Жана Ренье в битве при Сабугале. На следующий день англичане осадили крепость в Алмейде.
После отступления маршала Андре Массены из Португалии французы поставили в крепости гарнизон в 1400 человек под началом Брёнье. Эти войска и были заблокированы в городе силами Артура Уэлсли, 1-го герцога Веллингтона. Поскольку англо-португальская армия не имела тяжёлых орудий, чтобы пробить стены, они были вынуждены взять гарнизон измором, так что технически это была блокада, а не осада.
С 3 по 5 мая 1811 года Массена предпринял неудачную попытку освободить Алмейду в битве при Фуэнтес-де-Оньоро. В течение этого времени блокада поддерживалась 5-й дивизией генерал-майора Уильяма Эрскина и 6-й дивизией генерал-майора Александра Кэмпбелла, а также португальской кавалерийской бригадой графа Барбасены из 300 человек. Кэмпбелл охранял южную и западную стороны крепости, используя для этого слишком много солдат и размещая их слишком далеко от города. Несмотря на полученные от Веллингтона во второй половине дня 10 мая указания блокировать мост Барба-дель-Пуэрко, Эрскин не сделал необходимых распоряжений.

## Побег
В ночь 10-11 мая Брёнье крайне искусно провёл своих людей через англо-португальский заслон. Укрепления были набиты взрывчаткой и взорваны после ухода французов. Прорвавшись через португальский аванпост, Брёнье направился на северо-запад к мосту Барба-дель-Пуэрко. Кэмпбелл и бригадный генерал Денис Пак преследовали их с небольшим войском, но британский полковник, чей полк был дислоцирован возле места прорыва, не смог устроить погоню. Другой полк прибыл к Барба-дель-Пуэрко, но поскольку французы ещё не добрались до него, полк ушёл в другое место. Французов перехватили возле моста, и многие из них были убиты или захвачены в плен. В общей сложности этой ночью погибли 360 французов. Поспешная попытка 36-го пехотного полка штурмовать мост была отбита 31-м лёгким пехотным полком из II корпуса Ренье ценой жизни 35 французов.
Разъярённый Веллингтон позже написал:
У них было около 13 тысяч человек, чтобы стеречь 1400. Они все спали, не снимая сапог, но французам всё-таки удалось уйти. Я начинаю считать, что на свете нет ничего более глупого, чем бравый офицер.